# Бабушка и дедушка онлайн
Бабушка и дедушка онлайн —  реализуемая более чем в 65 регионах России национальная социальная программа массового обучения граждан пенсионного возраста основам информационных технологий  и использованию услуг электронного правительства, учреждена Межрегиональной общественной организацией «Ассоциация ветеранов, инвалидов и пенсионеров» (МРОО «АВИП»), в рамках Стратегии развития информационного общества в России.

## История
Проект  подобных курсов родился в Санкт-Петербурге в 2008 году по инициативе группы энтузиастов из "Ассоциации ветеранов, инвалидов и пенсионеров", которая обратилась  к властям с просьбой найти помещения для курсов компьютерной грамотности. Бывшую в употреблении технику для первых занятий предоставили несколько бизнес-структур.

## Содержание программы
Уроки проводятся бесплатно, курс состоит из 14 занятий, 28 академических часов. Обучают пользователей инструкторы-добровольцы. Сейчас проектом охвачено более 50 регионов, в общей сложности действует более 130 учебных центров. До конца 2013 года планировалось охватить этой программой 65 регионов Российской Федерации.

## Партнёры
Официальные партнёры МРОО «АВИП» по реализации социальной программы «Бабушка и дедушка онлайн»:
Корпорация Intel, ОАО «Ростелеком», ЗАО «Юлмарт».